# LynxOS
LynxOS (Lynx Operating System) ist ein unixoides Echtzeitbetriebssystem des kalifornischen Unternehmens Lynx Software Technologies, das primär auf den Markt eingebetteter Systeme ausgerichtet ist.
Die Einsatzbereiche umfassen zwar vorwiegend kritische Anwendungen in Militär, Luft- und Raumfahrt, Medizin, industrielle Prozess- und Kontrollsysteme, aber auch Telekommunikation und Unterhaltungselektronik.

## Geschichte
Unter dem Namen Lynx Real Time Systems entwickelte das Unternehmen 1986 in Dallas eine erste Version für die Motorola-68010-Architektur und damit auch das erste vollständig POSIX-kompatible Echtzeitsystem.
Zwischen 1988 und 1989 wurde LynxOS auf die Intel-80386-Plattform portiert und erhielt schließlich 1989 vollständige ABI-Kompatibilität zu UNIX System V Release 3 sowie ab Version 4.0 zu Linux.
2003 teilte sich die Weiterentwicklung in den Hauptzweig LynxOS und den Nebenzweig LynxOS-178, der speziellen Anforderungen der Avionik genügt und Zertifizierbarkeit nach DO-178B garantiert. Dafür erfüllt es sowohl die formalen Anforderungen an SW Requirement Process, SW Design Prozess, SW Coding Process & SW Integration Process als auch die funktionalen Forderungen zur Fehlereingrenzung, die Forderungen an die Softwarearchitektur entsprechen.

## Merkmale
Einige grundlegende Merkmale des Systems sind:
- Erfüllt harte Echtzeitanforderungen
- MMU-basierender Speicherschutz und Verwaltung des virtuellen Adressraums bis 2 GB Hauptspeicher
- Multithreading und unbeschränktes präemptives Multitasking
- Symmetric MultiProcessing (SMP)
- POSIX 1003.1, ABI-Kompatibilität zu UNIX System V Release 3 und zu Linux 2.6
- Die Leistung lässt sich durch zusätzliche Hardware linear steigern.